# Danh sách loài tuyệt chủng trong tự nhiên theo Sách đỏ IUCN
Phiên bản 2014.2 vào năm 2014 của Danh sách đỏ các loài bị đe dọa của IUCN xác định được 78 loài, phân loài và giống loài (trong đó có 39 loài động vật và 39 thực vật) đã tuyệt chủng trong môi trường hoang dã.

## Các danh sách
Để biết danh mục các sinh vật tuyệt chủng trong tự nhiên theo Sách đỏ IUCN phân chia theo các giới sinh vật, xem:
- Động vật (giới Animalia) – Danh mục loài tuyệt chủng trong tự nhiên theo Sách đỏ IUCN (động vật)
- Thực vật (giới Plantae) – Danh mục loài tuyệt chủng trong tự nhiên theo Sách đỏ IUCN (thực vật)